# Тиса, Кальман
Кальман Тиса (венг. Tisza Kálmán; 16 декабря 1830 — 23 марта 1902) — венгерский политический деятель, премьер-министр Королевства Венгрия. Отец Иштвана Тисы.

## Биография
Он происходил из семьи землевладельцев-кальвинистов. Родился в 1830 году в семье графа Лайоша Тисы (1798—1856) и его жены Юлианны Телеки (1805—1863) и был четвертым сыном из семи.
В 1861 году был избран в венгерский парламент, где сразу занял одно из самых видных мест в рядах крайне левой оппозиции, боровшейся с умеренной партией Деака и стремившейся к политической самостоятельности Венгрии, на основе личной унии с Австрией.
В 1865 году он вместе с Гици (Ghyczy) стал вождем «левого центра». В 1867 году выступил против австро-венгерского соглашения. В 1875 году, после распадения партии Деака, настоял на слиянии «левого центра» с большей частью бывшей партии Деака и сформировал таким образом новую Либеральную партию. По своим принципам партия была ближе к прежней партии Деака, чем к «левому центру»; она стояла безусловно на почве деаковского соглашения с Австрией, которому «левый центр» в своё время ожесточенно противился. Вследствие этого часть «левого центра» покинула Тису и перешла в ряды крайних левых. Тем не менее, новая партия располагала в парламенте большинством.
Из её среды было сформировано в 1875 году министерство Венкгейма, в котором Тиса получил портфель внутренних дел. Выборы 1875 года дали новой партии блестящую победу; после них Тиса образовал министерство, в котором сохранил портфель внутренних дел. Он провел продление срока действия соглашения с Австрией на второй (а впоследствии и на третий) десятилетний период. Он поддерживал восточную политику Андраши и оккупацию Боснии, которая сперва вызвала в Венгрии недовольство. Он сумел достигнуть того, что в общей австро-венгерской политике решающая роль перешла к Венгрии.
Австрийское правительство предоставило ему возможность свободно и последовательно проводить мадьяризацию всех немадьярских элементов в Венгрии — славянских и даже немецких. Последние платили Тисе ненавистью, и парламент не раз бывал местом ожесточённой борьбы между национальной оппозицией и правительством. В 1887 году Тиса сменил пост министра внутренних дел на портфель финансов; в 1889 году отказался и от него и сохранил только пост премьер-министра (без портфеля).
В 1890 году он внес в парламент проект нового закона о праве венгерского гражданства, в силу которого это право теряет всякий, кто 10 лет не был в Венгрии и не пользовался им каким-либо иным способом. Закон этот лишал лидера венгерской революции 1848 года Кошута, жившего в Турине и с 1849 года не посещавшего Венгрию, прав венгерского гражданства. Крайние левые, уже давно враждебные Тисе, воспользовались этим для резких нападений на него, вызвавших бурные сцены в парламенте; сам Кошут опубликовал резкий протест против законопроекта. Тиса готов был включить в новый закон особый «Кошутовский параграф», который освобождал бы Кошута от последствий закона, но это вызвало решительное противодействие в самом кабинете, и в марте 1890 года Тиса вышел в отставку.
С тех пор он принимал мало участия в общественной жизни, оставаясь депутатом и членом Либеральной партии. В декабре 1898 года, когда министерство Банфи и парламент были поставлены в крайне затруднительное положение обструкцией, Тиса предложил на конференции партии «закон Тисы», который предоставлял министерству Банфи исключительные полномочия на годичный срок (право принимать бюджет без согласования с парламентом, заключить соглашение с Австрией и пр.). Закон был принят большинством Либеральной партии, но вызвал сильное недовольство даже в её среде; президент палаты представителей Дежё Силадьи и оба вице-президента сложили с себя полномочия и вышли из состава Либеральной партии; последнее сделали ещё многие члены. Закон не обсуждался в парламенте и не только не спас министерство, но и даже ускорил его выход в отставку.
Забаллотированный на общих выборах в венгерский парламент в октябре 1901 года, Тиса был избран на дополнительных выборах в январе 1902 года, но в том же году умер.

## Брак и дети
Женился в 1860 году на графине Элен Иоганне Жозефе Матильде Дегенфельд-Шенбург (1839—1913). В браке родились дети:
- Иштван Тиса (1861—1918), венгерский политик, премьер-министр Королевства Венгрия (1903—1905, 1913—1917)
- Паулина Тиса (1862—1940), замужем за Бела Радвански (1849—1906)
- Кальман Тиса (1867—1947), землевладелец, политик, сын Георг Тиса (1898—1980), венгерский юрист и землевладелец
- Лайош Тиса (1879—1942), политик